# Stenochrus firstmani
Stenochrus firstmani är en spindeldjursart som först beskrevs av Verner Hawsbrook Rowland och Paul Reddell 1973.  Stenochrus firstmani ingår i släktet Stenochrus och familjen Hubbardiidae. Inga underarter finns listade i Catalogue of Life.